# Rivellia woodi
Rivellia woodi är en tvåvingeart som beskrevs av Frey 1932. Rivellia woodi ingår i släktet Rivellia och familjen bredmunsflugor.
Artens utbredningsområde är Malawi. Inga underarter finns listade i Catalogue of Life.